# Coucou des Célèbes
Cuculus crassirostris
Espèce
Synonymes
- Hierococcyx crassirostris (Protonyme)

Statut de conservation UICN

 LC  : Préoccupation mineure
Le Coucou des Célèbes (Cuculus crassirostris) est une espèce de coucou, oiseau de la famille des Cuculidae, endémique d'Indonésie (île de Sulawesi).
C'est une espèce monotypique (non subdivisée en sous-espèces).